# 勝浦海中公園
座標: 北緯35度8分7.81秒 東経140度17分5.2秒 / 北緯35.1355028度 東経140.284778度

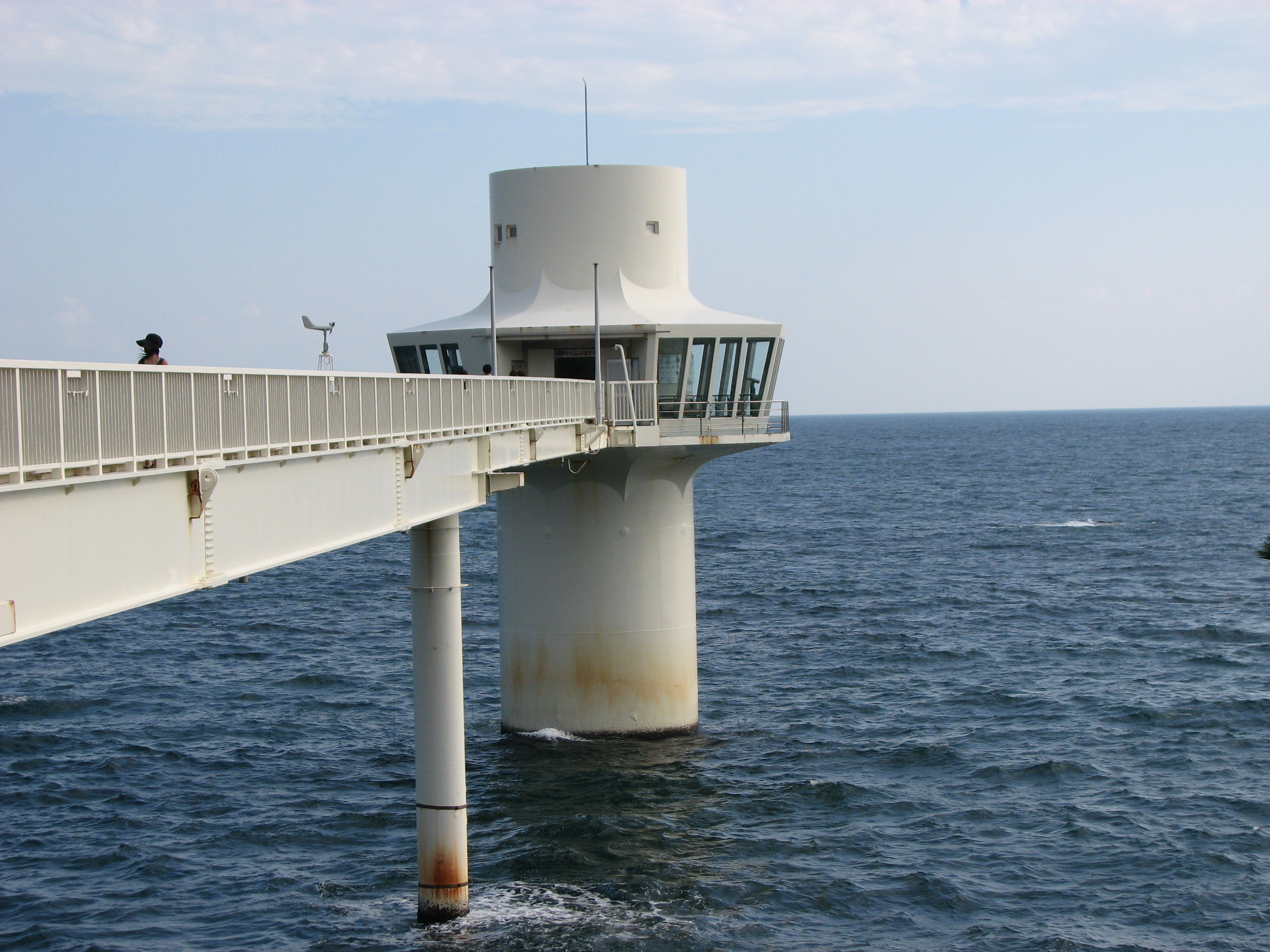
海中展望塔

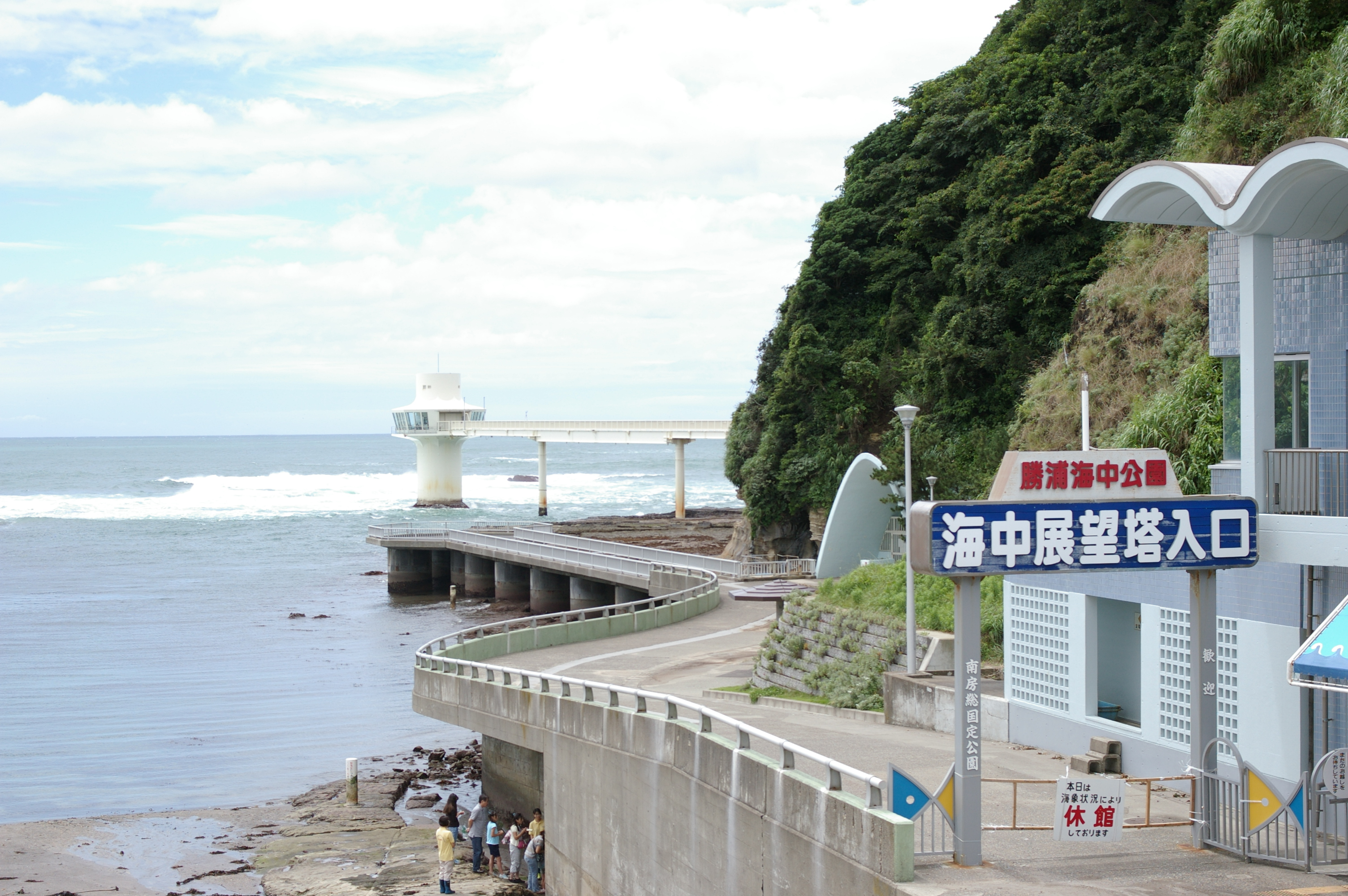
入口から見る海中展望塔

勝浦海中公園（かつうらかいちゅうこうえん）は千葉県勝浦市にある海域公園（旧称：海中公園）で、南房総国定公園のなかに位置している。
1974年6月に、40番目の海中公園に指定された。付近一帯はリアス式海岸であるため、岩場が多く、ウニやアワビなどが生息している。
公園内には海中展望塔を中心に海の博物館（千葉県立中央博物館分館）やレストランなどの施設がある。ニッポン放送でオンエアされるCMでは『ジョーズ接近中、乙姫様接近中』というコピーが使われている。

## 概要
- 所在地：千葉県勝浦市吉尾、鵜原
- 公園：南房総国定公園
- 面積：14.5ha

## 周辺施設

### 海中展望塔

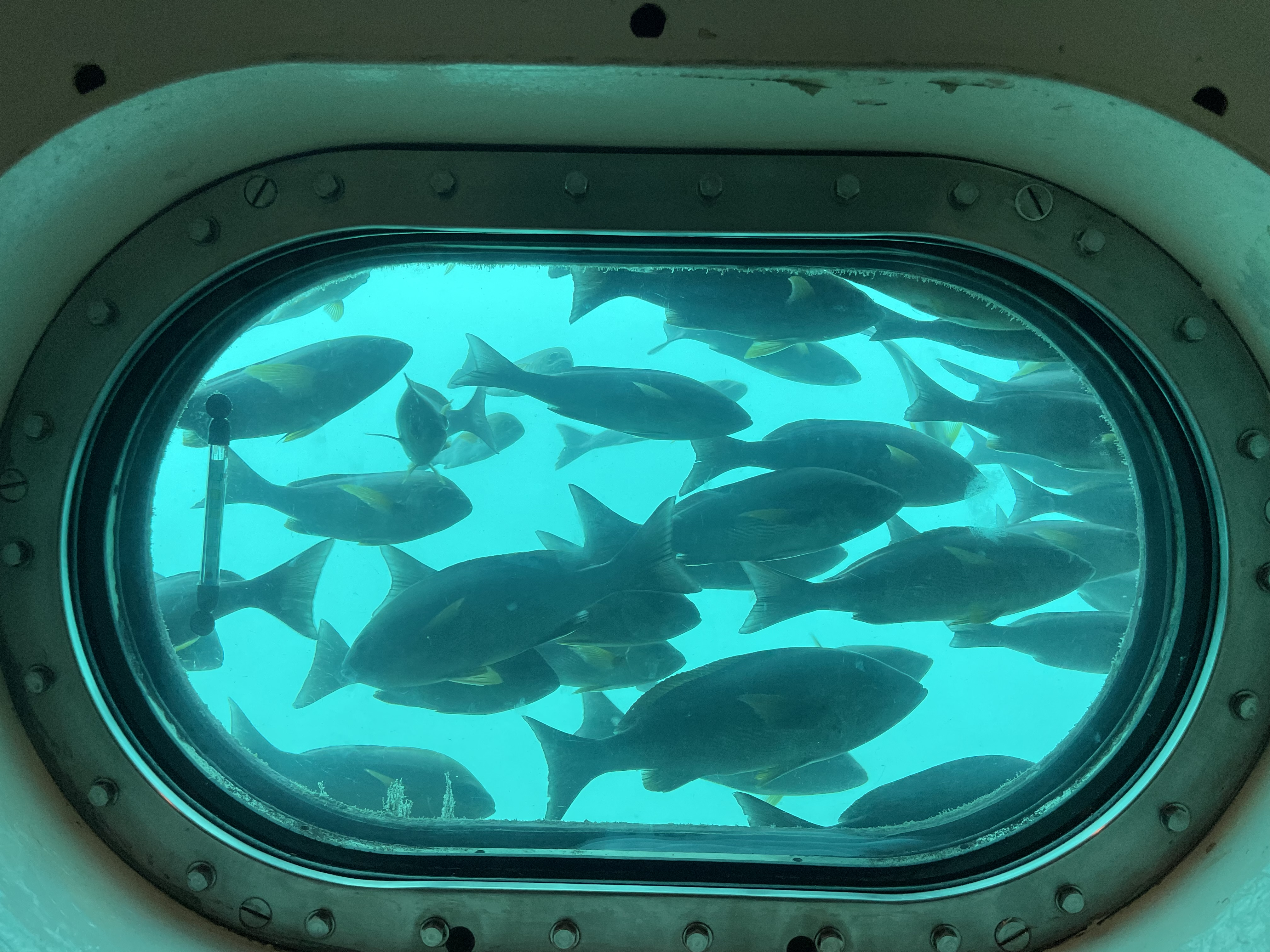
海中展望塔からの海中の景色とイサキの群れ

房総のすぐれた海中景観を有する勝浦の海蝕崖と、海岸植生の探勝を目的に建設され、1980年11月1日にオープンした。勝浦海中公園のほぼ中心にあり、東洋一の規模を有する展望塔である。展望塔の建設は神奈川県川崎市の日立造船神奈川工場で行われ、完成後に川崎から約16時間かけて勝浦沖まで曳航したという。設計は学習研究社。
海中展望塔の最下部には24個の窓があり、海中の様子を観察できる。また最上部には太平洋を一望できる展望台がある。ただし、天候が悪いと海中の観察ができないこともある。
- 高さ：24.4m（展望は海底より16.3m）[1]
- 水深：8m（満潮時）[1]

### 海の博物館

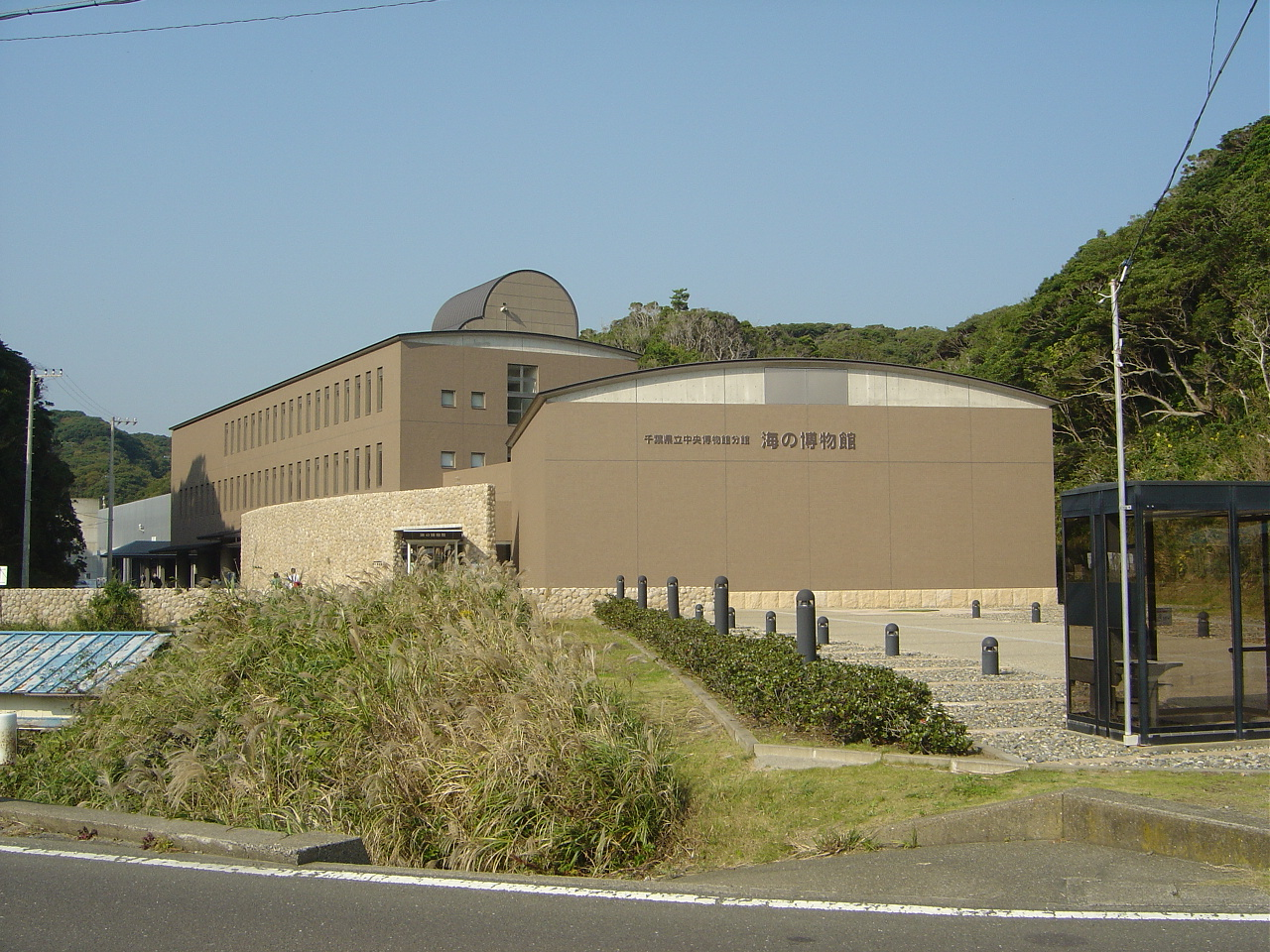
海の博物館

千葉県立中央博物館分館として1999年（平成11年）3月12日に開館した。
標本などを常時展示しているほか、年に数回ほど特別展なども行われている。また、周辺海域に生息する海洋生物の調査・研究も行っており、研究結果などの展示も行っている。元々、調査・研究が主体の施設であるため、展示物の数は少ない。
オープン当初は入館無料であったが、千葉県条例改正によって2004年4月1日から有料になった。ただし、学校教育の一環として利用する場合は無料となる。

### 海の資料館
海の資料館（勝浦海中公園ビジターセンター）には、勝浦の漁業の歴史や、海中公園付近の地層などの資料が展示されていた。2022年（令和4年）3月31日に閉鎖。

### 富士家
勝浦海中公園内、海中展望塔チケット売り場手前にある建物の2階に2022年7月30日にオープンした飲食店。沖縄ぜんざい、かき氷、軽食等を楽しめる。

### edén

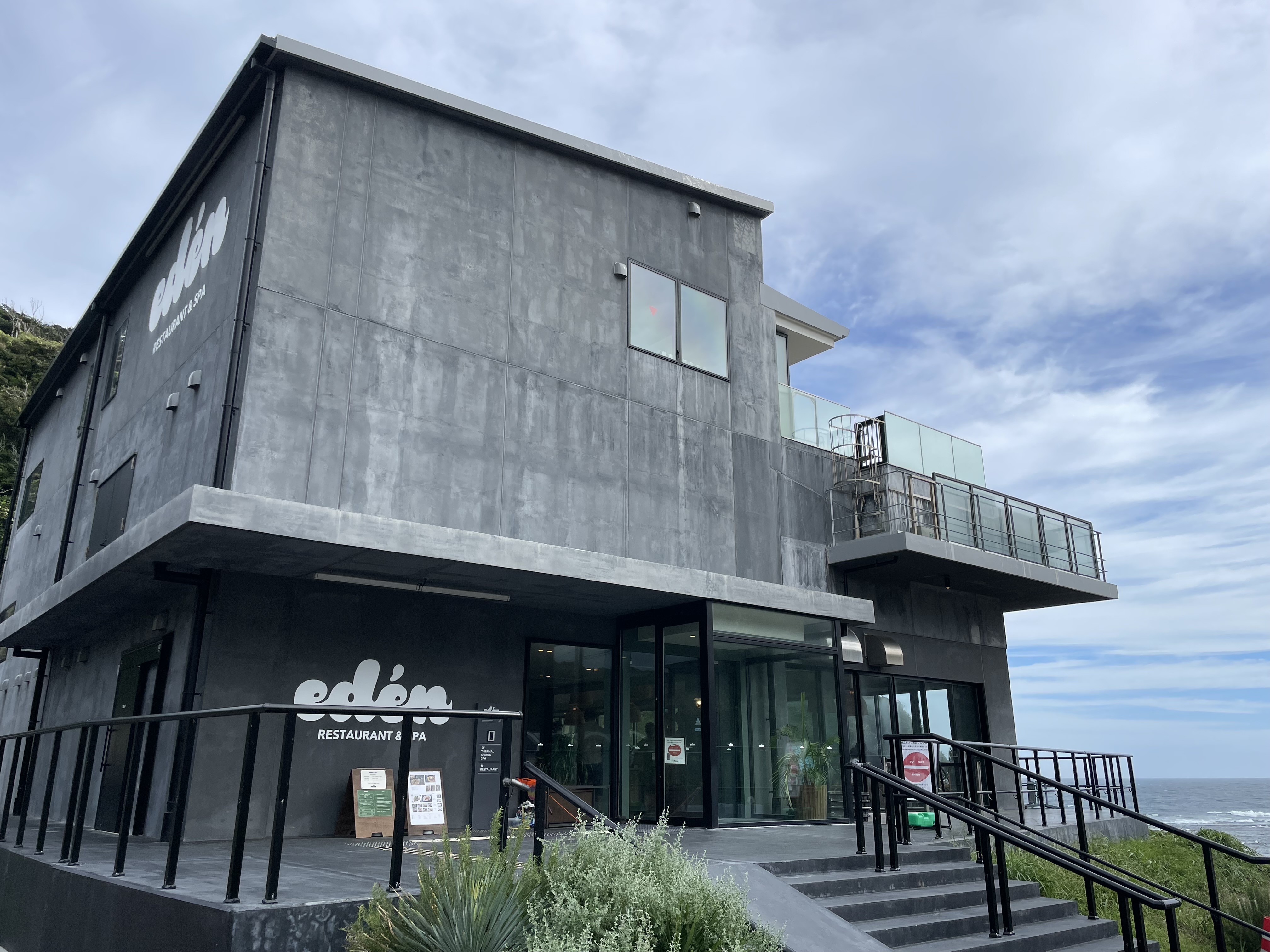
edén

海中公園敷地内に2022年7月30日にオープンした天然温泉スパの複合施設。正式名称は「かつうら海中公園滞在型観光施設」。1階は地元食材を用いた地中海料理レストラン、2階は濃溝温泉からの運び湯を用いたスパ施設となっている。

## 交通
- 自動車の場合
  - 高速道路での最寄りインターチェンジは首都圏中央連絡自動車道（圏央道）市原鶴舞インターチェンジ。
    - 圏央道市原鶴舞インター → 国道297号 : 大多喜経由 → 国道128号 : 勝浦市街地 → 勝浦海中公園（約90分）[4][5]

  - 駐車場[5]
    - 海の博物館併設。
      - 収容台数 : 普通車170台、大型車7台[5]。

- JR 外房線の場合
  - JR勝浦駅下車の場合
    - タクシー 約7分[4]
    - 小湊バス - 海中公園センター行 - 終点「海中公園センター」下車[5][6]
      - 2016年3月2日現在、平日運休・土曜日 : 1日1往復・日祝 : 1日3往復[6]。

    - 小湊バス - 勝浦駅～海の博物館経由～ミレーニア勝浦循環線 - 「海の博物館」下車[5][6]
      - 2016年3月2日現在、平日 : 1日5往復・土日祝 : 1日3往復[6]。

  - JR鵜原駅下車の場合
    - 徒歩 10分[4][5]
    - 勝浦駅始発の小湊バス海中公園センター行バスも、駅前にある「鵜原駅」停留所からも利用可能[6]。次停留所が終点。